# Franco Giacchero
Franco Giacchero, né le 1er avril 1925 à Ovada (Piémont) et mort le 8 mai 2012 à Novi Ligure en Piémont, est un coureur cycliste italien, professionnel de 1951 à 1957. 

## Palmarès

### Palmarès amateur
- 1950
  - Coppa Valle del Metauro
  - Nazionale di Santo Stefano Magra

### Palmarès professionnel
- 1951
  - 2e du Tour des Trois Lacs
  - 3e du Tour de Toscane
- 1952
  - Classement général du Tour du Maroc
  - 2e du Tour de Toscane
- 1953
  - 2e de Astico-Brenta
- 1955
  - 10e étape du Tour de Catalogne

### Résultats dans les grands tours

#### Tour d'Italie
3 participations
- 1951 : 50e
- 1952 : 73e
- 1956 : abandon

#### Tour d'Espagne
1 participation
- 1955 : 40e